# ارغيوة (ارغيوة)
ارغيوة هي إحدى مشيخات المملكة المغربية، تتبع جغرافيا لإقليم تاونات وإداريًا لارغيوة. يقدر عدد سكانها بـ 4802 نسمة حسب الإحصاء الرسمي للسكان والسكنى لسنة 2004.